# Королівське газове родовище
Королівське газове родовище — одне з малих родовищ Закарпатської області України. Належить до Закарпатської газоносної області Західного нафтогазоносного регіону України.

## Опис
Відкрите в 1988 році у межах Закарпатського прогину. Вуглеводні містяться в антиклінальній пастці у відкладеннях неогену (ізівська світа панонського ярусу). Поклад належить до пластово-склепінного типу та приурочений до невеликого склепіння 500х700 метрів. За розміром запасів належить до дуже дрібних.
У 2002 році включене урядом України до Переліку газових і газоконденсатних родовищ з важковидобувними та виснаженими запасами, дорозробка яких проводитиметься за інвестиційними проєктами. Права на розробку родовища (разом із Станівським та Русько-Комарівським) отримала компанія «Тисагаз», яка у 2011 році була викуплена американською Cub Energy.